# Coelorinchus kamoharai
Coelorinchus kamoharai är en fiskart som beskrevs av Matsubara, 1943. Coelorinchus kamoharai ingår i släktet Coelorinchus och familjen skolästfiskar. Inga underarter finns listade i Catalogue of Life.